# アロマオイル
アロマオイル（英語:Aroma oil）は、植物に由来する天然香料・精油（エッセンシャルオイル）や合成香料を、プロピレングリコールやアルコール、植物油（キャリアオイル）や鉱物油などで希釈した製品を指すことが多い。これは、香水や化粧品、食品に添加する香料、ポプリ作り、芳香を楽しむために利用される。アロマティックオイル（英語：aromatic oil）、フレグランスオイル（英語：Fragrance oil）、ポプリオイル（英語：potpourri oil）、フレーバーオイル（英語：flavor oil）などとも呼ばれる。合成香料を含むアロマオイルは、100%植物に由来する精油と混同されることもあるが、別物であり、アロマテラピーには利用されない。
ただし、メーカーや店舗によっては、稀に精油をアロマオイルと呼ぶところもある。また、精油を植物油で希釈したり、芳香のある花弁や薬草を植物油に漬けこんだ香油・薬油を指す場合もある。これは美容や健康に効果があるとされ、肌に塗布したりマッサージに用いられる。

## 主な素材
- イランイラン
- バニラ
- 香木
- シダー
- マンダリンオレンジ
- シナモン
- レモングラス
- ローズヒップ
- ペパーミント

これらはごく一部であり、他にも多くの素材がある。